# Charles Nkazamyampi
Charles Nkazamyampi (Burundi, 1 de noviembre de 1964) es un atleta burundés retirado especializado en la prueba de 800 m, en la que consiguió ser subcampeón mundial en pista cubierta en 1993.

## Carrera deportiva
En el Campeonato Mundial de Atletismo en Pista Cubierta de 1993 ganó la medalla de plata en los 800 metros, con un tiempo de 1:47.62 segundos, tras el británico Tom McKean y por delante del alemán Nico Motchebon (bronce).